# Миллико, Винченцо
Винченцо Миллико (итал. Vincenzo Millico; родился 12 августа 2000, Турин) — итальянский футболист, нападающий клуба «Асколи».

## Клубная карьера
Уроженец Торино, Миллико начал футбольную карьеру в местной команде «Атлетико Мирафьори». С 2008 по 2012 год выступал за футбольную академию «Ювентуса». В возрасте 12 лет начал играть в академии клуба «Торино».В основном составе «быков» дебютировал 23 февраля 2019 года в матче итальянской Серии A против «Аталанты», выйдя на замену Даниеле Базелли. 1 августа 2019 года забил свой первый гол за клуб в матче второго квалификационного раунда Лиги Европы УЕФА против «Дебрецена».
4 января 2021 года на правах аренды до лета перешёл в клуб «Фрозиноне».
31 августа 2021 года был отдан в аренду в клуб «Козенца».

## Карьера в сборной
Выступал за сборные Италии до 16, до 17 и до 19 лет.

## Клубная статистика
| Клуб       | Сезон      | Дивизион   | Лига  | Лига | Кубок | Кубок | Европа | Европа | Другое | Другое | Итог  | Итог |
| Клуб       | Сезон      | Дивизион   | Матчи | Голы | Матчи | Голы  | Матчи  | Голы   | Матчи  | Голы   | Матчи | Голы |
| ---------- | ---------- | ---------- | ----- | ---- | ----- | ----- | ------ | ------ | ------ | ------ | ----- | ---- |
| Торино     | 2018/19    | Серия A    | 1     | 0    | –     | –     | –      | –      | –      | –      | 1     | 0    |
| Торино     | 2019/20    | Серия A    | 11    | 0    | 2     | 0     | 3      | 1      | –      | –      | 16    | 1    |
| Торино     | 2020/21    | Серия A    | 3     | 0    | 1     | 0     | –      | –      | –      | –      | 4     | 0    |
| Торино     | Total      | Total      | 15    | 0    | 3     | 0     | 3      | 1      | –      | –      | 21    | 1    |
| Фрозиноне  | 2020/21    | Серия B    | 1     | 0    | –     | –     | –      | –      | –      | –      | 1     | 0    |
| Общий итог | Общий итог | Общий итог | 16    | 0    | 3     | 0     | 3      | 1      | 0      | 0      | 22    | 1    |

## Достижения

### «Торино»
- Обладатель Молодёжного Кубка Италии: 2017/18
- Обладатель Молодёжного Суперкубка Италии: 2018